# Đại học Malta
Đại học Malta (tiếng Malta: L-Università ta' Malta) là cơ sở giáo dục cao nhất trong Malta. Trường cung cấp giáo dục đại học, sau đại học và tiến sĩ.

## Lịch sử hình thành
Ban đầu Đại học Malta được gọi là Collegium Melitense và được thành lập bởi Giám mục Garagallo vào năm 1592 và được quản lý bởi Dòng Tên. Sau khi các tu sĩ Dòng Tên rời đảo Malta vào năm 1768, tài sản của Collegium Melitense được kiểm soát bởi trường đại học và Manuel Pinto da Fonseeca, một hiệp sĩ người Malta. Năm 1938, Vua George VI đổi tên trường thành Đại học Hoàng gia Malta. Từ "Hoàng gia" cuối cùng đã bị loại bỏ sau khi Malta trở thành một nước cộng hòa vào năm 1974.